# Julius von Haast
Sir Johann Franz 'Julius' von Haast (født 1. maj 1824, død 16. august 1887) var en tysk geolog, der blev født i Bonn, i det daværende Preussen. Han blev senere uddannet delvist i Köln, delvist på universitetet i Bonn hvor han studerede mineralogi og geologi.
År 1858 fik han ansættelse ved et britisk handelhus på New Zealand og deltog 1859 i en del af Ferdinand von Hochstetters rejser på disse øer. Året efter gav regeringen ham ansvaret for de geologiske undersøgelser der. Han opdagede blandt andet rester af de uddøde moa-fugle og grundlagde Canterbury Museum i Christchurch, der blev indviet i 1870. I 1871 fandt von Haast rovfugleknogler under sin forskning på New Zealand, der viste sig at tilhøre en hidtil ukendt ørneart. Arten blev opkaldt efter ham og fik navnet "haast-ørne". År 1876 udnævntes han til professor ved University of New Zealand. Af hans skrifter kendes især Geology of the Provinces of Canterbury and Westland (1879).
Han har fået Haast Pass, Haast River samt byen Haast opkaldt efter sig.